# Melodifestivalen 2016
Das Melodifestivalen 2016 war der schwedische Vorentscheid für den Eurovision Song Contest 2016 in Stockholm (Schweden). Es war die 56. Austragung des von der schwedischen Rundfunkanstalt SVT veranstalteten Wettbewerbs. Der Gewinner des Wettbewerbs war Frans, der mit dem Lied If I Were Sorry Schweden beim ESC vertrat. Er erreichte im Finale den fünften Platz.

## Format

### Konzept
Zum fünfzehnten Mal finden Halbfinals an verschiedenen Orten Schwedens statt. Es treten 28 Beiträge an, die auf 4 Halbfinals verteilt werden, sodass jeweils sieben Beiträge pro Halbfinale vorgestellt werden. Die Zuschauer entscheiden in zwei Abstimmungsrunden, wer sich für das Finale qualifiziert und wer in der Andra Chansen (dt.: Zweite Chance) nochmals antreten darf. In jedem Halbfinale qualifizieren sich die ersten beiden Beiträge mit den meisten Zuschauerstimmen direkt für das Finale. Diejenigen Beiträge, die Platz drei und vier belegen, treten ein zweites Mal in der Sendung Andra Chansen an. Dort treten die Kandidaten dann in Duellen gegeneinander an und wer die meisten Zuschauerstimmen auf sich vereinigen kann, qualifiziert sich für das Finale. Im Finale treten dann 12 Interpreten auf.
Produzent des Melodifestivalen 2016 war Christer Björkman.

### Sendungen
| Gävle |

| Stockholm |

| Norrköping |

| Göteborg |

| Halmstad |

| Malmö |

Am 15. September 2015 präsentierte SVT die Termine und Austragungsorte des Melodifestivalen 2016.
| Sendung       | Sendedatum       | Stadt      | Austragungsort       | Zuschauer  | Zuschauerstimmen (Televoting & SMS) | Anzahl der Votings |
| ------------- | ---------------- | ---------- | -------------------- | ---------- | ----------------------------------- | ------------------ |
| Deltävling 1  | 06. Februar 2016 | Göteborg   | Scandinavium         | 3.271.000  | 4.389.687                           | 337.275            |
| Deltävling 2  | 13. Februar 2016 | Malmö      | Malmö Arena          | 3.159.000  | 4.647.934                           | 357.095            |
| Deltävling 3  | 20. Februar 2016 | Norrköping | Himmelstalundshallen | 3.241.000  | 4.389.051                           | 335.253            |
| Deltävling 4  | 27. Februar 2016 | Gävle      | Gavlerinken Arena    | 3.079.000  | 4.590.446                           | 369.950            |
| Andra Chansen | 05. März 2016    | Halmstad   | Halmstad Arena       | 2.921.000  | 6.059.917                           | 394.226            |
| Finalen       | 12. März 2016    | Stockholm  | Friends Arena        | 3.464.000  | 12.634.477                          | 642.365            |
| Gesamt        | Gesamt           | Gesamt     | Gesamt               | 19.135.000 | 36.711.512                          | 2.436.164          |

### Beitragswahl
Vom 1. September, 9.00 Uhr bis zum 16. September 2015, 8.59 Uhr hatten Komponisten die Gelegenheit einen Beitrag bei SVT einzureichen. Von diesen werden 28 Beiträge ausgewählt. Die Auswahl erfolgt nach folgendem Auswahlprozess:
- Eine Hälfte der Beiträge wird von der Jury ausgewählt. Unter den 100 Beiträgen, welche die Jury bewertet, sind 5 Lieder aus dem Einreichungsprozess der unbekannten Komponisten. Diese Regel wurde 2016 neu eingeführt.[16]
- Die andere Hälfte der Beiträge wird auf Einladung von SVT ausgewählt. Darunter befindet sich der Gewinner der Talentshow Svensktoppen Nästa 2015.

Wie im Vorjahr mussten mindestens 50 % aller Beiträge von weiblichen Komponisten mitgeschrieben worden sein.
Die endgültige Teilnehmerliste wurde am 30. November im Rahmen einer Pressekonferenz veröffentlicht.
Nach Angaben von SVT wurden insgesamt 2450 Lieder eingereicht, davon 468 von Komponisten, die bisher noch keines ihre Werke veröffentlicht haben. Gegenüber dem Vorjahr wurden 273 Beiträge mehr eingereicht.

## Teilnehmer
Am 30. November 2015 gab SVT die 28 Teilnehmer des Melodifestivalen 2016 auf einer speziellen Pressekonferenz bekannt.

### Zurückkehrende Interpreten
18 Interpreten kehrten 2016 zum Wettbewerb zurück. Mit Martin Stenmarck und Tommy Nilsson kehrten zwei ehemalige Sieger zurück. Bemerkenswert ist ebenfalls die Teilnahme von Krista Siegfrids, die Finnland beim Eurovision Song Contest 2013 vertrat.
| Interpret               | Vorheriges Teilnahmejahr                |
| ----------------------- | --------------------------------------- |
| Ace Wilder              | 2014                                    |
| After Dark              | 2004, 2007                              |
| David Lindgren          | 2012, 2013                              |
| Dolly Style             | 2015                                    |
| Isa                     | 2015                                    |
| Linda Bengtzing         | 2005, 2006, 2008, 2011, 2014            |
| Martin Stenmarck        | 2005, 2014                              |
| Mattias Andréasson      | 2009 (als Teil der Gruppe E.M.D.), 2012 |
| Molly Pettersson Hammar | 2015                                    |
| Molly Sandén            | 2009, 2012                              |
| Oscar Zia               | 2013, 2014                              |
| Panetoz                 | 2014                                    |
| Patrik Isaksson         | 2006, 2008                              |
| Pernilla Andersson      | 2011                                    |
| Samir & Viktor          | 2015                                    |
| Swingfly                | 2011                                    |
| Tommy Nilsson           | 1989, 2007                              |
| Uno Svenningsson        | 2007                                    |

*Fett-markierte Teilnahmejahre stehen für Sieger des Melodifestivalen.

## Halbfinale

### Erstes Halbfinale

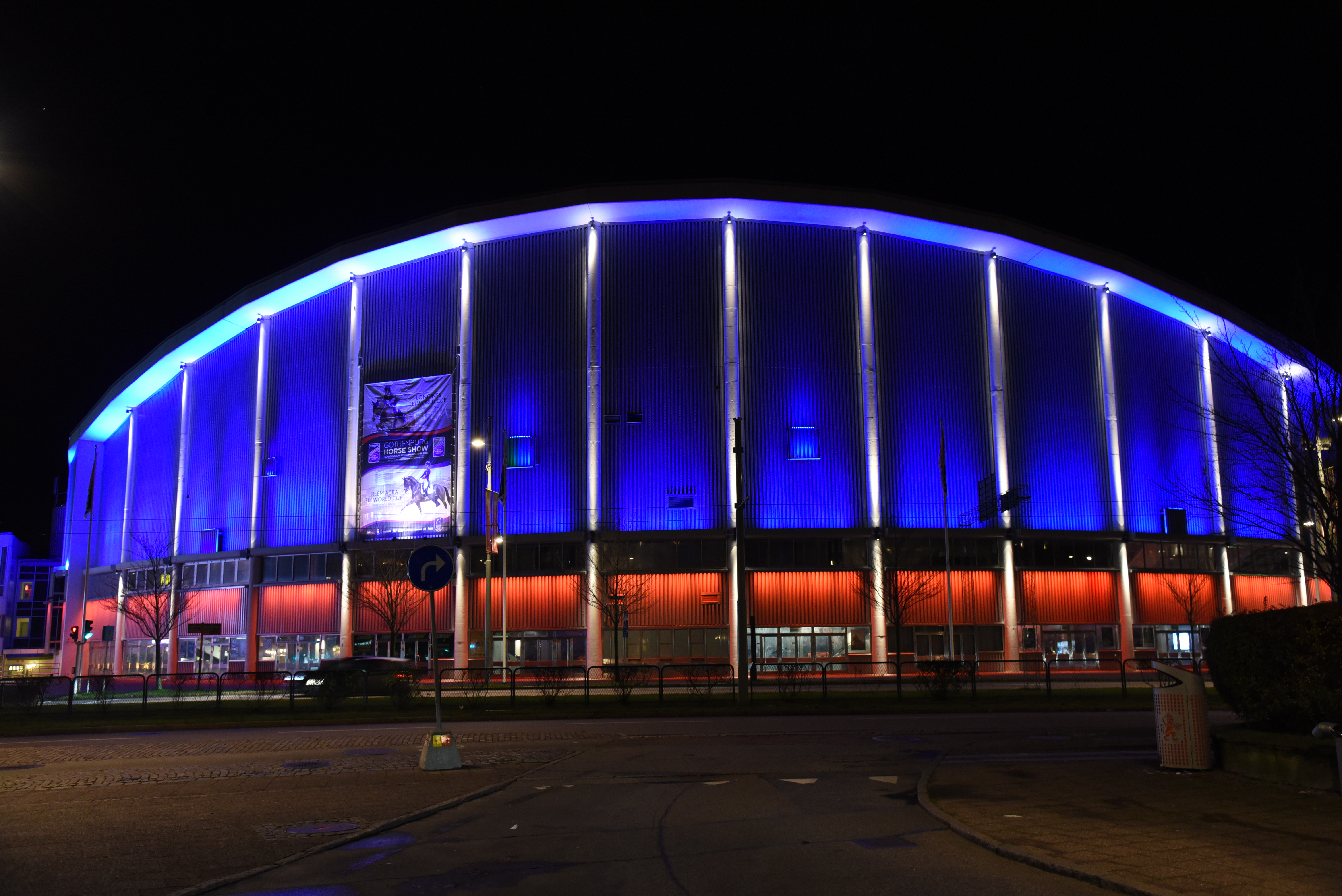
Scandinavium

Das erste Halbfinale (Deltävling 1) fand am 6. Februar 2016 um 20:00 Uhr (MEZ) im Scandinavium in Göteborg statt und wurde von Gina Dirawi und Petra Mede moderiert.
Am 4. Februar 2016 wurde der Titel Himmel för två von Anna Book disqualifiziert, da er zu starke musikalische Ähnlichkeit zum Titel Taking care of a broken heart von Felicia Dunaf aufwies. Dieser wurde 2014 beim moldawischen Vorentscheid, O melodie pentru Europa 2014, vorgetragen und laut Aussage der Autoren ohne ihr Wissen vom Sender Teleradio-Moldova (TRM) veröffentlicht. Einen Nachrücker für die Disqualifizierte gab es nicht. Anna Book präsentierte ihren Titel dennoch außer Konkurrenz.
Mit mehr als 4 Millionen Zuschauerstimmen gingen im ersten Halbfinale bis dato so viele Wertungen wie nie zuvor in einem Halbfinale ein. Etwa 75 % der schwedischen Fernsehzuschauer schauten die erste Sendung.
| Platz | Startnr. | Interpret                          | Lied Musik (M) und Text (T)                                                                 | Sprache    | Übersetzung (Inoffiziell) | Zuschauerstimmen (Televoting, SMS & App) | Zuschauerstimmen (Televoting, SMS & App) | Zuschauerstimmen (Televoting, SMS & App) | Zuschauerstimmen (Televoting, SMS & App) | Bild                               |
| Platz | Startnr. | Interpret                          | Lied Musik (M) und Text (T)                                                                 | Sprache    | Übersetzung (Inoffiziell) | Runde 1                                  | Runde 2                                  | Gesamt                                   | %                                        | Bild                               |
| ----- | -------- | ---------------------------------- | ------------------------------------------------------------------------------------------- | ---------- | ------------------------- | ---------------------------------------- | ---------------------------------------- | ---------------------------------------- | ---------------------------------------- | ---------------------------------- |
| 1.    | 6        | Robin Bengtsson                    | Constellation Prize M: Bobby Ljunggren, Henrik Wikström, Martin Eriksson; T: Mark Hole      | Englisch   | –                         | 836.672                                  | 112.863                                  | 949.535                                  | 21,66 %                                  | Robin Bengtsson                    |
| 2.    | 7        | Ace Wilder                         | Don't Worry M/T: Joy Deb, Linnea Deb, Anton Hård af Segerstad, Ace Wilder, Behshad Ashnai   | Englisch   | Mache dir keine Sorgen    | 772.879                                  | 099.797                                  | 872.676                                  | 19,91 %                                  | Ace Wilder                         |
| 3.    | 1        | Samir & Viktor                     | Bada nakna M/T: Fredrik Kempe, David Kreuger, Anderz Wrethov                                | Schwedisch | Nackt baden               | 752.994                                  | 077.908                                  | 830.852                                  | 18,96 %                                  | Samir & Viktor                     |
| 4.    | 4        | Albin Johnsén & Mattias Andréasson | Rik M/T: Albin Johnsén, Mattias Andréasson                                                  | Schwedisch | Reich                     | 725.693                                  | 061.166                                  | 786.859                                  | 17,95 %                                  | Albin Johnsén & Mattias Andréasson |
| 5.    | 3        | Mimi Werner                        | Ain't No Good M/T: Mimi Werner, Göran Werner, Marcus Svedin, Jason Saenz                    | Englisch   | Ich bin nicht gut         | 617.265                                  | 017.180                                  | 684.445                                  | 15,62 %                                  | Mimi Werner                        |
| 6.    | 2        | Pernilla Andersson                 | Mitt guld M: Pernilla Andersson, Fredrik Rönnqvist; T: Pernilla Andersson                   | Schwedisch | Mein Gold                 | 285.740                                  | –                                        | 285.740                                  | 05,90 %                                  | Pernilla Andersson                 |
| –     | 5        | Anna Book                          | Himmel för två M: Sven-Inge Sjöberg, Lennart Wastesson, Larry Forsberg; T: Camilla Läckberg | Schwedisch | Himmel für Zwei           | Disqualifikation                         | Disqualifikation                         | Disqualifikation                         | Disqualifikation                         | Disqualifikation                   |

 Kandidat hat sich für das Finale qualifiziert.
 Kandidat hat sich für die Andra Chansen qualifiziert.

### Zweites Halbfinale

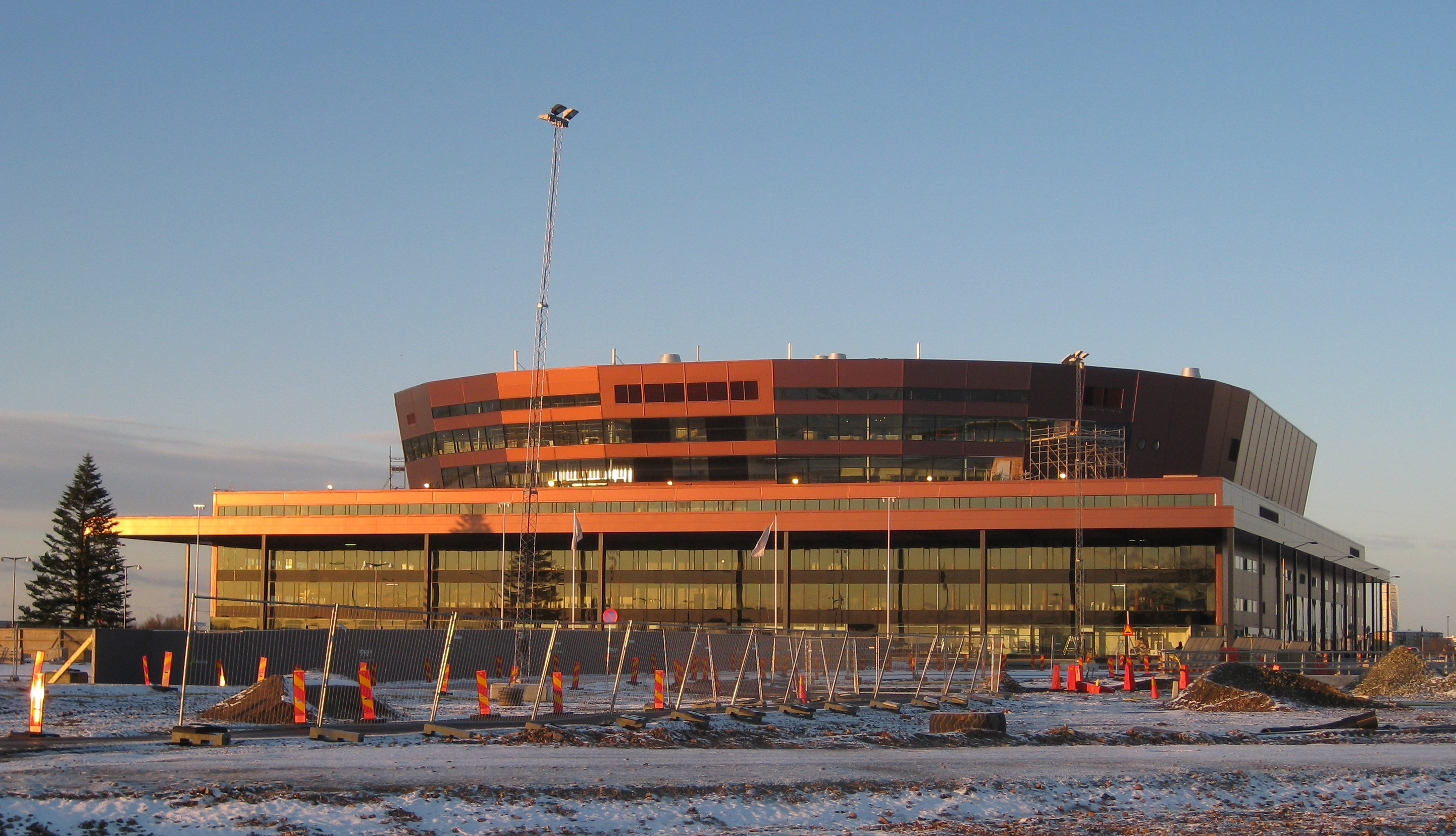
Malmö Arena

Das zweite Halbfinale (Deltävling 2) fand am 13. Februar 2016 um 20:00 Uhr (MEZ) in der Malmö Arena in Malmö statt und wurde von Gina Dirawi alleine moderiert, da Charlotte Perrelli die Regeln verletzte, indem sie zur Zeit des Wettbewerbs einen Werbevertrag unterschrieb. Sie trat allerdings zur Eröffnung und als Pausenfüller auf. 4.647.934 Zuschauerstimmen gingen im zweiten Halbfinale. Ein bis dato neuer Rekord für ein Halbfinale des Melodifestivalens.
| Platz | Startnr. | Interpret                                         | Lied Musik (M) und Text (T)                                                                     | Sprache    | Übersetzung (Inoffiziell) | Zuschauerstimmen (Televoting, SMS & App) | Zuschauerstimmen (Televoting, SMS & App) | Zuschauerstimmen (Televoting, SMS & App) | Zuschauerstimmen (Televoting, SMS & App) | Bild                   |
| Platz | Startnr. | Interpret                                         | Lied Musik (M) und Text (T)                                                                     | Sprache    | Übersetzung (Inoffiziell) | Runde 1                                  | Runde 2                                  | Gesamt                                   | %                                        | Bild                   |
| ----- | -------- | ------------------------------------------------- | ----------------------------------------------------------------------------------------------- | ---------- | ------------------------- | ---------------------------------------- | ---------------------------------------- | ---------------------------------------- | ---------------------------------------- | ---------------------- |
| 1.    | 7        | Wiktoria                                          | Save Me M/T: Jens Siverstedt, Lauren Dyson, Jonas Wallin                                        | Englisch   | Rette mich                | 832.355                                  | 91.684                                   | 924.003                                  | 19,93 %                                  | Wiktoria               |
| 2.    | 1        | David Lindgren                                    | We Are Your Tomorrow M/T: Anderz Wrethov, Sharon Vaughn, Gustav Efraimsson                      | Englisch   | Wir sind dein Morgen      | 807.520                                  | 64.752                                   | 872.272                                  | 18,81 %                                  | David Lindgren         |
| 3.    | 4        | Isa                                               | I Will Wait M/T: Anton Hård af Segerstad, Joy Deb, Linnea Deb, Nikki Flores                     | Englisch   | Ich werde warten          | 768.203                                  | 63.393                                   | 849.596                                  | 18,32 %                                  | Isa                    |
| 4.    | 3        | Molly Pettersson Hammar                           | Hunger M/T: Joy Deb, Linnea Deb, Anton Hård af Segerstad, Lisa Desmond, Molly Pettersson Hammar | Englisch   | –                         | 657.452                                  | 46.011                                   | 707.463                                  | 15,17 %                                  | Molly Petersson Hammar |
| 5.    | 5        | Krista Siegfrids                                  | Faller M/T: Krista Siegfrids, Gabriel Alares, Magnus Wallin, Gustaf Svenungsson                 | Schwedisch | Fallen                    | 452.301                                  | 36.341                                   | 488.642                                  | 10,54 %                                  | Krista Siegfrieds      |
| 6.    | 2        | Victor och Natten                                 | 100 % M/T: Dag Lundberg, Melker, Jesper Lundh                                                   | Schwedisch | –                         | 427.891                                  | –                                        | 427.891                                  | 09,23 %                                  |                        |
| 7.    | 6        | Patrik Isaksson, Tommy Nilsson & Uno Svenningsson | Håll mitt hjärta hårt M/T: Patrik Isaksson, Tommy Nilsson, Uno Svenningsson                     | Schwedisch | Halte mein Herz fest      | 371.290                                  | –                                        | 371.290                                  | 08,01 %                                  |                        |

 Kandidat hat sich für das Finale qualifiziert.
 Kandidat hat sich für die Andra Chansen qualifiziert.

### Drittes Halbfinale

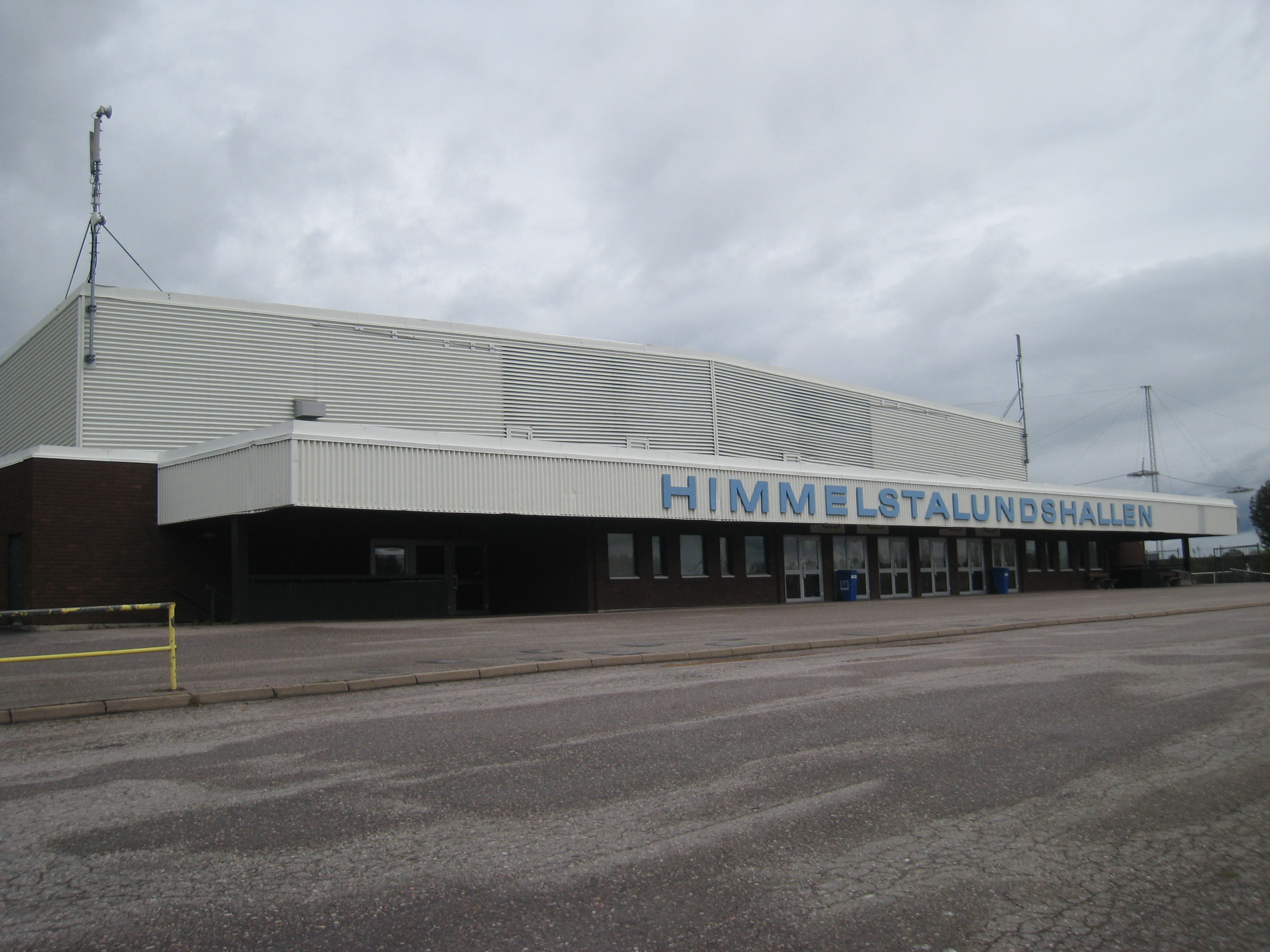
Himmelstalundshallen

Das dritte Halbfinale (Deltävling 3) fand am 20. Februar 2015 um 20:00 Uhr (MEZ) in der Himmelstalundshallen in Norrköping statt. Es wurde von Gina Dirawi und Henrik Schyffert moderiert.
| Platz | Startnr. | Interpret                     | Lied Musik (M) und Text (T) | Sprache  | Übersetzung (Inoffiziell)  | Zuschauerstimmen (Televoting, SMS & App) | Zuschauerstimmen (Televoting, SMS & App) | Zuschauerstimmen (Televoting, SMS & App) | Zuschauerstimmen (Televoting, SMS & App) | Bild       |
| Platz | Startnr. | Interpret                     | Lied Musik (M) und Text (T) | Sprache  | Übersetzung (Inoffiziell)  | Runde 1                                  | Runde 2                                  | Gesamt                                   | %                                        | Bild       |
| ----- | -------- | ----------------------------- | --- | -------- | -------------------------- | ---------------------------------------- | ---------------------------------------- | ---------------------------------------- | ---------------------------------------- | ---------- |
| 1.    | 5        | Lisa Ajax                     | My Heart Wants Me Dead M/T: Linnea Deb, Joy Deb, Anton Hård af Segerstad, Nikki Flores, Sara Forsberg                                                                             | Englisch | Mein Herz will mich tot    | 880.118                                  | 68.760                                   | 948.878                                  | 21,68 %                                  | Lisa Ajax  |
| 2.    | 7        | Oscar Zia                     | Human M/T: Oscar Zia, Maria Smith, Victor Thell | Englisch | Mensch                     | 791.989                                  | 78.463                                   | 870.452                                  | 19,89 %                                  | Oscar Zia  |
| 3.    | 6        | Boris René                    | Put Your Love on Me M/T: Boris René, Tobias Lundgren, Tim Larsson | Englisch | Setze deine Liebe auf mich | 598.521                                  | 57.891                                   | 656.412                                  | 15,00 %                                  | Boris René |
| 4.    | 1        | SaRaha                        | Kizunguzungu M/T: Anderz Wrethov, Sara „SaRaha“ Larsson, Arash Labaf | Englisch |                            | 506.273                                  | 66.361                                   | 572.634                                  | 13,08 %                                  | SaRaha     |
| 5.    | 3        | SMILO                         | Weight of the World M/T: Arvid Ångström, Dennis Babic, Oscar Berglund Juhola, Anton Göransson, Robin Danielsson                                                                   | Englisch | Gewicht der Welt           | 524.216                                  | 37.007                                   | 561.223                                  | 12,82 %                                  |            |
| 6.    | 2        | Swingfly feat. Helena Gutarra | You Carved Your Name M: Andreas Kleerup, Jocke Åhlund; T: Jocke Åhlund | Englisch | Du ritztest deinen Namen   | 441.040                                  | –                                        | 441.040                                  | 09,39 %                                  |            |
| 7.    | 4        | After Dark                    | Kom ut som en stjärna M: Lina Eriksson, Kent Olsson, Sven-Inge Sjöberg, Lennart Wastesson, Larry Forsberg; T: Calle Kindbom, Sven-Inge Sjöberg, Lennart Wastesson, Larry Forsberg | Englisch | Komme raus wie ein Stern   | 335.959                                  | –                                        | 335.959                                  | 08,13 %                                  | After Dark |

 Kandidat hat sich für das Finale qualifiziert.
 Kandidat hat sich für die Andra Chansen qualifiziert.

### Viertes Halbfinale

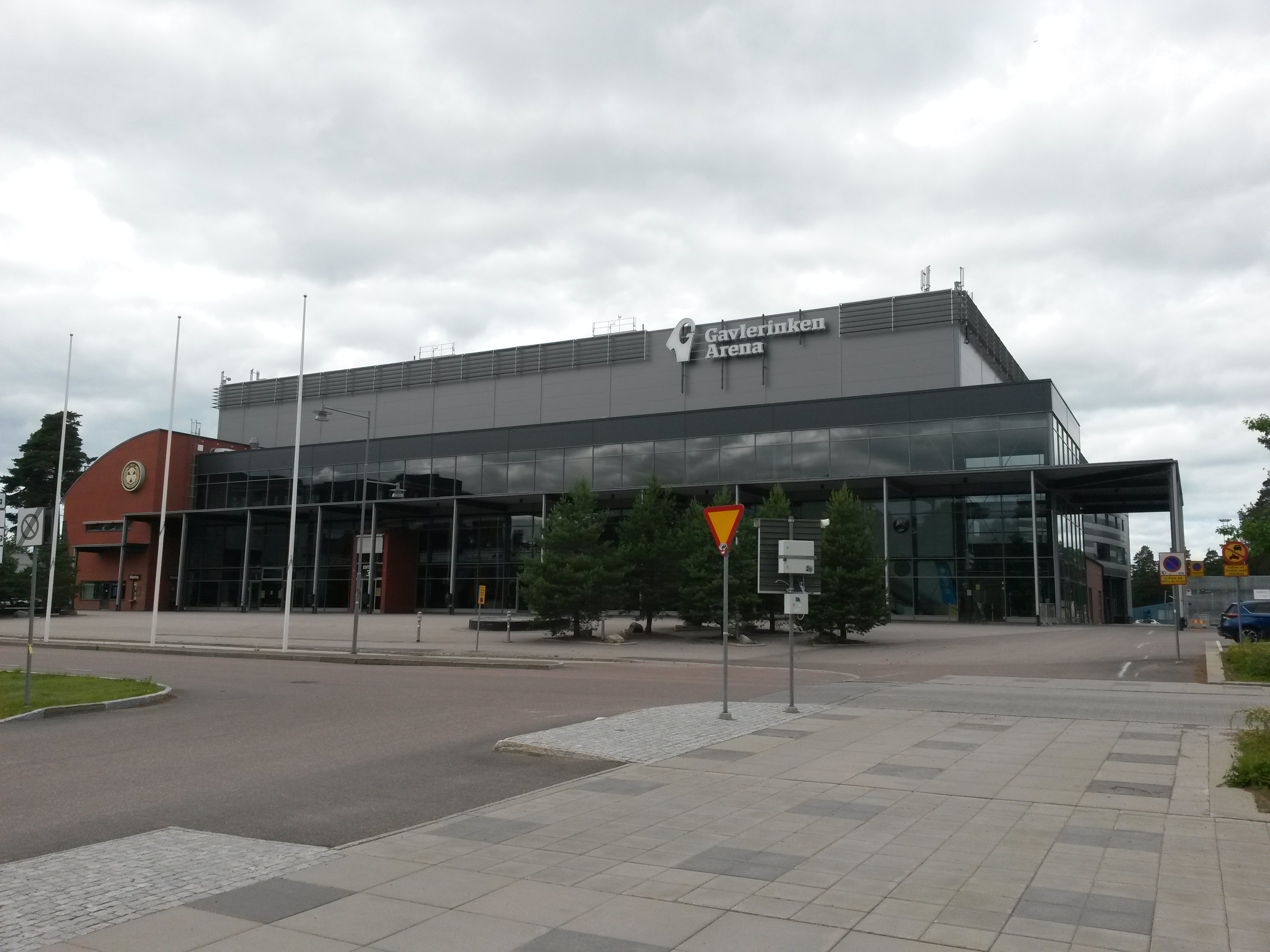
Gavlerinken Arena

Das vierte Halbfinale (Deltävling 4) fand am 27. Februar 2015 um 20:00 Uhr (MEZ) in der Gavlerinken Arena in Gävle statt und wurde von Gina Dirawi und Sarah Dawn Finer moderiert.
| Platz | Startnr. | Interpret        | Lied Musik (M) und Text (T)                                                                                                | Sprache    | Übersetzung (Inoffiziell) | Zuschauerstimmen (Televoting, SMS & App) | Zuschauerstimmen (Televoting, SMS & App) | Zuschauerstimmen (Televoting, SMS & App) | Zuschauerstimmen (Televoting, SMS & App) | Bild             |
| Platz | Startnr. | Interpret        | Lied Musik (M) und Text (T)                                                                                                | Sprache    | Übersetzung (Inoffiziell) | Runde 1                                  | Runde 2                                  | Gesamt                                   | %                                        | Bild             |
| ----- | -------- | ---------------- | --- | ---------- | ------------------------- | ---------------------------------------- | ---------------------------------------- | ---------------------------------------- | ---------------------------------------- | ---------------- |
| 1.    | 5        | Frans            | If I Were Sorry M/T: Oscar Fogelström, Michael Saxell, Fredrik Andersson, Frans Jeppsson-Wall                              | Englisch   | Wenn es mir leid täte     | 870.725                                  | 147.443                                  | 1.018.168                                | 22,23 %                                  | Frans            |
| 2.    | 7        | Molly Sandén     | Youniverse M: Molly Sandén, Danny Saucedo, John Alexis; T: Molly Sandén, Danny Saucedo                                     | Englisch   | –                         | 852.284                                  | 085.091                                  | 0937.735                                 | 20,47 %                                  | Molly Sandén     |
| 3.    | 6        | Panetoz          | Håll om mig hårt M/T: Jimmy Jansson, Karl-Ola Kjellholm, Jakke Erixson, Njol Ismail Badjie, Pa Modou Badjie, Nebeyu Baheru | Schwedisch | Halt mich fest            | 766.466                                  | 067.674                                  | 0834.160                                 | 18,22 %                                  | Panetoz          |
| 4.    | 2        | Dolly Style      | Rollercoaster M: Thomas G:son, Peter Boström; T: Thomas G:son, Peter Boström, Alexandra Salomonsson                        | Englisch   | Achterbahn                | 563.559                                  | 033.537                                  | 0597.096                                 | 13,04 %                                  | Dolly Style      |
| 5.    | 1        | Eclipse          | Runaways M/T: Erik Mårtensson                                                                                              | Englisch   | Ausreißer                 | 462.162                                  | 057.294                                  | 0516.456                                 | 11,28 %                                  | Eclipse          |
| 6.    | 3        | Martin Stenmarck | Du tar mig tillbaks M/T: David Stenmarck                                                                                   | Schwedisch | Du nimmst mich zurück     | 345.313                                  | –                                        | 0345.313                                 | 07,54 %                                  | Martin Stenmarck |
| 7.    | 4        | Linda Bengtzing  | Killer Girl M: Mattias Kallenberger, Andreas Berlin; T: Mattias Kallenberger, Andreas Berlin, Linda Bengtzing, Dag Öhrlund | Schwedisch | Mördermädchen             | 330.615                                  | –                                        | 0330.615                                 | 07,22 %                                  | Linda Bengtzing  |

 Kandidat hat sich für das Finale qualifiziert.
 Kandidat hat sich für die Andra Chansen qualifiziert.

## Andra Chansen

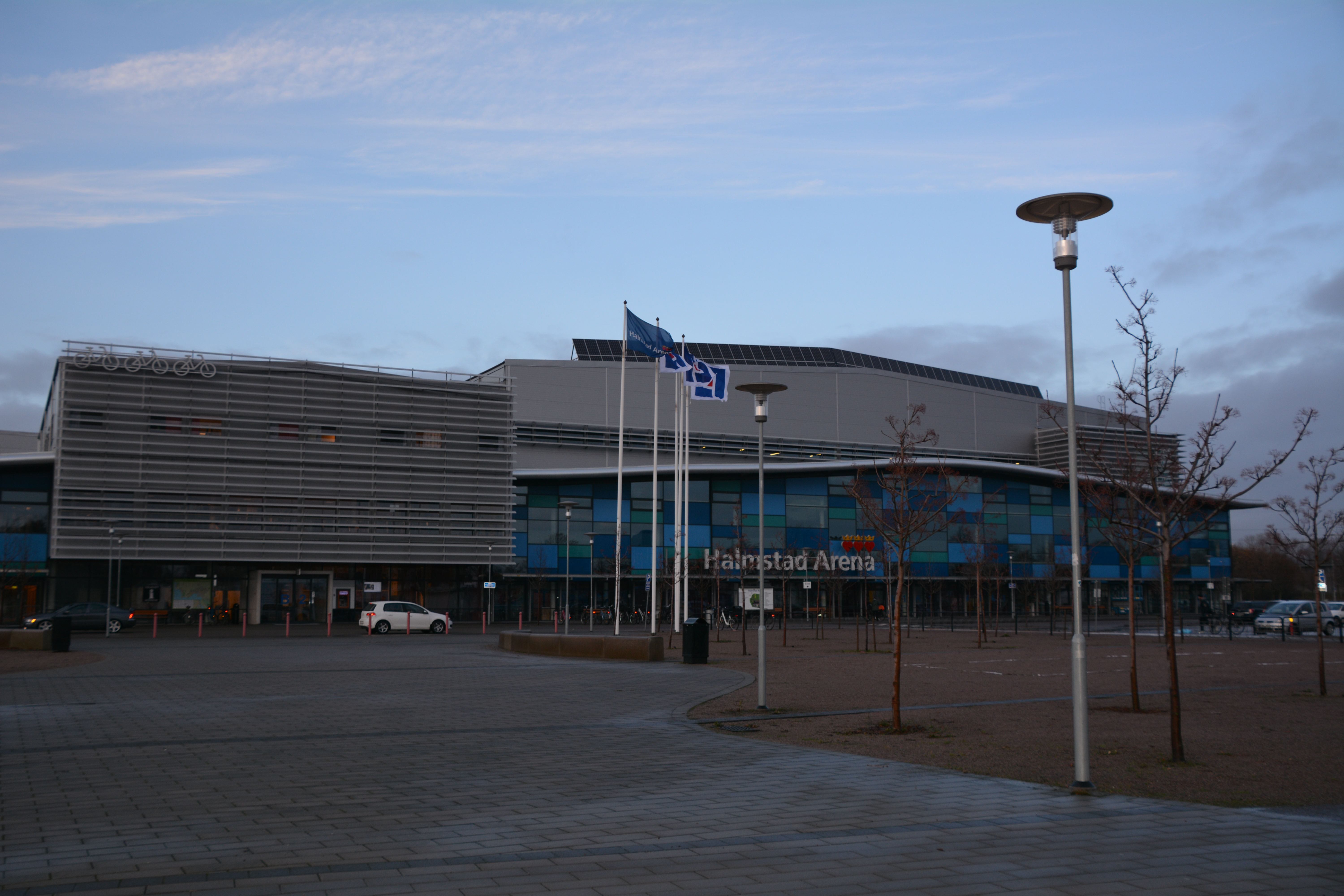
Halmstad Arena

Die Sendung Andra chansen (dt.: Zweite Chance) fand am 5. März 2016 um 20:00 Uhr (MEZ) in der Halmstad Arena in Halmstad statt. Hier sangen acht Künstler in vier Duellen um jeweils einen Platz im Finale. Moderiert wurde die Show von Gina Dirawi, Ola Salo und Peter Jöback.
Mit über 6 Millionen Zuschauerstimmen wurde ein neuer Rekord aufgestellt. Bis dahin gingen noch nie so viele Stimmen im Rahmen der Andra chansen-Runde sowie in einer Auswahlsendung des Melodifestivalen ein. Ein Jahr später, beim Finale des Melodifestivalen 2017, gingen noch mehr Stimmen ein.
| Duell | Startnr. | Interpret                          | Lied Musik (M) und Text (T)                                                                                                | Zuschauerstimmen (Televoting, SMS & App) | Zuschauerstimmen (Televoting, SMS & App) |
| Duell | Startnr. | Interpret                          | Lied Musik (M) und Text (T)                                                                                                | Stimmen                                  | %                                        |
| ----- | -------- | ---------------------------------- | --- | ---------------------------------------- | ---------------------------------------- |
| 1     | 1        | Panetoz                            | Håll om mig hårt M/T: Jimmy Jansson, Karl-Ola Kjellholm, Jakke Erixson, Njol Ismail Badjie, Pa Modou Badjie, Nebeyu Baheru | 965.823                                  | 65,71 %                                  |
| 1     | 2        | Molly Pettersson Hammar            | Hunger M/T: Joy Deb, Linnea Deb, Anton Hård af Segerstad, Lisa Desmond, Molly Pettersson Hammar                            | 503 953                                  | 34,29 %                                  |
|       |          |                                    | |                                          |                                          |
| 2     | 1        | Albin Johnsén & Mattias Andréasson | Rik M/T: Albin Johnsén, Mattias Andréasson                                                                                 | 735.852                                  | 46,79 %                                  |
| 2     | 2        | Boris René                         | Put Your Love on Me M/T: Boris René, Tobias Lundgren, Tim Larsson                                                          | 836.686                                  | 53,21 %                                  |
|       |          |                                    | |                                          |                                          |
| 3     | 1        | Isa                                | I Will Wait M/T: Anton Hård af Segerstad, Joy Deb, Linnea Deb, Nikki Flores                                                | 763.862                                  | 49,64 %                                  |
| 3     | 2        | SaRaha                             | Kizunguzungu M/T: Anderz Wrethov, Sara „SaRaha“ Larsson, Arash Labaf                                                       | 775.093                                  | 50,36 %                                  |
|       |          |                                    | |                                          |                                          |
| 4     | 1        | Dolly Style                        | Rollercoaster M: Thomas G:son, Peter Boström; T: Thomas G:son, Peter Boström, Alexandra Salomonsson                        | 571.216                                  | 38,63 %                                  |
| 4     | 2        | Samir & Viktor                     | Bada nakna M/T: Fredrik Kempe, David Kreuger, Anderz Wrethov                                                               | 907.432                                  | 61,37 %                                  |

 Kandidat hat sich für das Finale qualifiziert.

## Finale

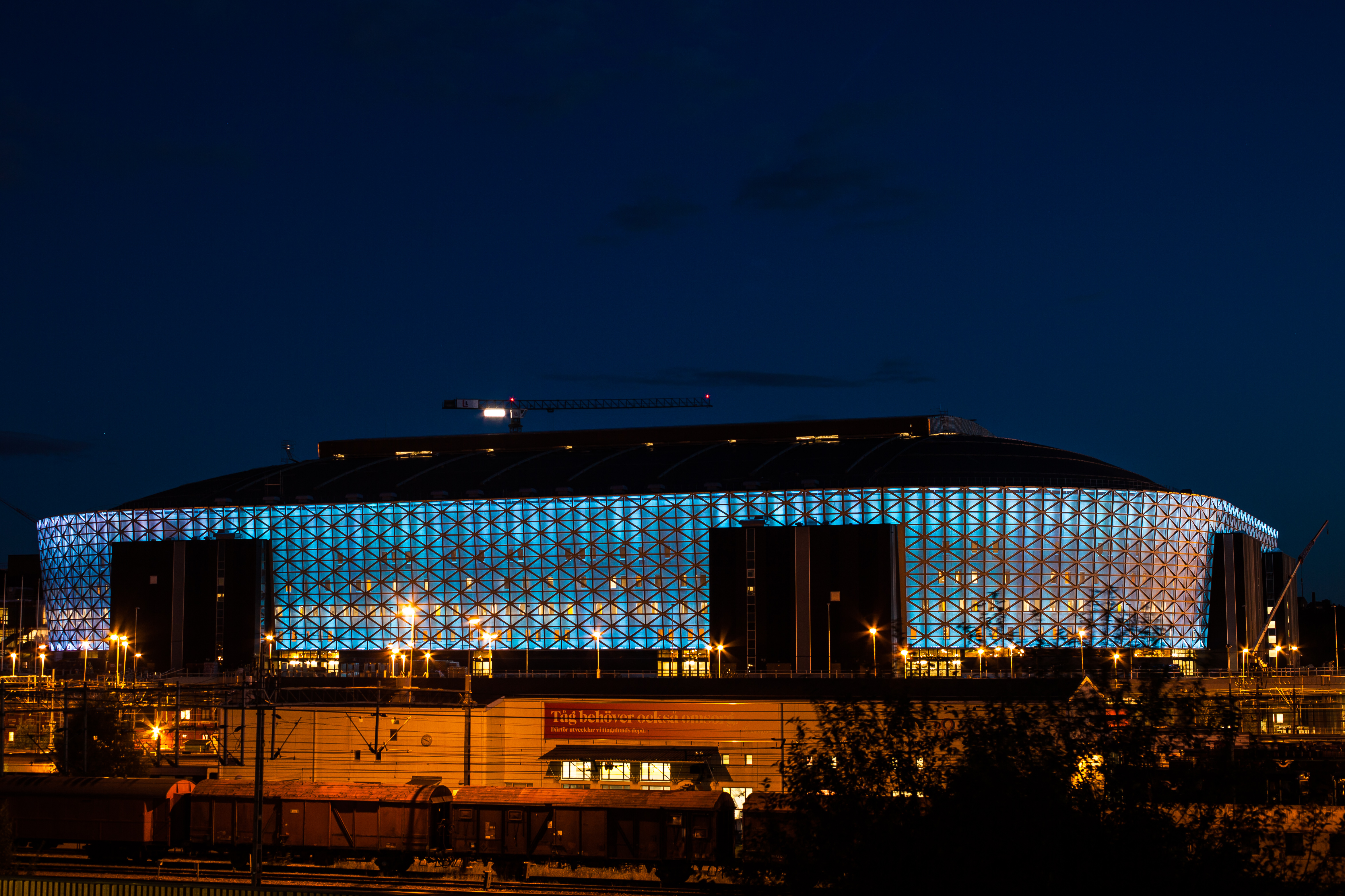
Friends Arena

Das Finale (Finalen) fand am 12. März 2016 um 20:00 Uhr (MEZ) in der 33.000 Zuschauer fassenden Friends Arena in Solna (Stockholm) statt. Moderiert wurde die Show von Gina Dirawi und William Spetz. In der Jury-Abstimmung lag Oscar Zia mit 89 Punkten vorne, ehe Frans als Gewinner der Zuschauerabstimmung hervorging. 14,4 % der Zuschauer stimmten für ihn, somit erreichte er insgesamt 156 Punkte in der Gesamtwertung. Er wird damit das Gastgeberland Schweden im Finale des Eurovision Song Contest 2016 vertreten.
Während der Abstimmungsphase trat der letztjährige Gewinner des Melodifestivalen, Måns Zelmerlöw, mit einer neuen Version seines Gewinnerliedes Heroes auf. Zusammen mit einem Kinderchor präsentierte er ein neues Arrangement des schwedischen Komponisten Moh Denebi.
Weiterhin präsentierten ehemalige Teilnehmer des Melodifestivalen ihre Lieder, mit denen sie damals aufgetreten sind. Darunter befanden sich: Adrenaline (2002; DJ Méndez), Don't Stop Believing (2015; Mariette), Kom (2010; Timoteij), Kom och ta mig (2002; Brandsta City Släckers), Bröder (2014, Linus Svenning), Moving On (2009; Sarah Dawn Finer), Live Forever (2007; Magnus Carlsson), Snälla snälla (2009, Caroline af Ugglas), Sing For Me (2006; Andreas Johnson), Håll om mig (2005; Nanne Grönvall), Begging (2013; Anton Ewald), Vem é dé du vill ha (2002; Kikki, Bettan & Lotta), Lay Your Love on Me (2008; BWO), Hero (2008; Charlotte Perrelli) und La dolce vita (2004; After Dark).
Mit 12.643.477 Zuschauerstimmen wurde ein neuer Rekord aufgestellt. Bis dahin votierten noch nie so viele Zuschauer in einem Finale bzw. einer Sendung des Melodifestivalen. Ein Jahr später, beim Finale des Melodifestivalen 2017, gingen noch mehr Stimmen ein.
| Platz | Startnr. | Interpret       | Lied | Sprache    | AU | BY | BA | CY | EE | FR | IL | IT | NL | NO | SI | Jury Gesamt | Zuschauerstimmen (Televoting, SMS & App) | Zuschauerstimmen (Televoting, SMS & App) | Zuschauerstimmen (Televoting, SMS & App) | Gesamt |
| Platz | Startnr. | Interpret       | Lied | Sprache    | AU | BY | BA | CY | EE | FR | IL | IT | NL | NO | SI | Jury Gesamt | Stimmen                                  | %                                        | Punkte                                   | Gesamt |
| --- | -------- | --------------- | --- | ---------- | -- | -- | -- | -- | -- | -- | -- | -- | -- | -- | -- | ----------- | ---------------------------------------- | ---------------------------------------- | ---------------------------------------- | ------ |
| 01. | 10       | Frans           | If I Were Sorry M/T: Oscar Fogelström, Michael Saxell, Fredrik Andersson, Frans Jeppsson Wall                              | Englisch   | –  | –  | 12 | 12 | 12 | 12 | 8  | 10 | 10 | 6  | 6  | 88          | 1.815.697                                | 14,4 %                                   | 68                                       | 156    |
| 02. | 05       | Oscar Zia       | Human M/T: Oscar Zia, Maria Smith, Victor Thell                                                                            | Englisch   | 10 | 12 | 10 | 10 | 6  | 2  | 10 | 8  | 1  | 10 | 10 | 89          | 1.150.943                                | 9,1 %                                    | 43                                       | 132    |
| 03. | 06       | Ace Wilder      | Don't Worry M/T: Joy Deb, Linnea Deb, Anton Hård af Segerstad, Ace Wilder, Behshad Ashnai                                  | Englisch   | 12 | 8  | 8  | 2  | 8  | 1  | 4  | 12 | 12 | 4  | 12 | 83          | 933.756                                  | 7,4 %                                    | 35                                       | 118    |
| 04. | 011      | Wiktoria        | Save Me M/T: Jens Siverstedt, Lauren Dyson, Jonas Wallin                                                                   | Englisch   | 8  | 10 | 2  | 1  | –  | 8  | 12 | 2  | 6  | 12 | 8  | 69          | 1.206.130                                | 9,5 %                                    | 45                                       | 114    |
| 05. | 07       | Robin Bengtsson | Constellation Prize M: Bobby Ljunggren, Henrik Wikström, Martin Eriksson; T: Mark Hole                                     | Englisch   | 4  | –  | 4  | 8  | 1  | 10 | –  | 4  | 8  | 1  | –  | 40          | 1.142.783                                | 9,0 %                                    | 43                                       | 083    |
| 06. | 08       | Molly Sandén    | Youniverse M: Molly Sandén, Danny Saucedo, John Alexis; T: Molly Sandén, Danny Saucedo                                     | Englisch   | 6  | 2  | 6  | 4  | 10 | –  | –  | 1  | 2  | 8  | –  | 39          | 988.640                                  | 7,8 %                                    | 37                                       | 076    |
| 07. | 02       | Lisa Ajax       | My Heart Wants Me Dead M/T: Linnea Deb, Joy Deb, Anton Hård af Segerstad, Nikki Flores, Sara Forsberg                      | Englisch   | 2  | 6  | –  | –  | 2  | 6  | –  | 6  | –  | –  | 1  | 23          | 876.209                                  | 6,9 %                                    | 33                                       | 056    |
| 08. | 01       | Panetoz         | Håll om mig hårt M/T: Jimmy Jansson, Karl-Ola Kjellholm, Jakke Erixson, Njol Ismail Badjie, Pa Modou Badjie, Nebeyu Baheru | Schwedisch | –  | –  | –  | 6  | –  | 4  | –  | –  | –  | 2  | 2  | 14          | 1.033.326                                | 8,2 %                                    | 39                                       | 053    |
| 09. | 04       | SaRaha          | Kizunguzungu M/T: Anderz Wrethov, Sara „SaRaha“ Larsson, Arash Labaf                                                       | Schwedisch | 1  | –  | –  | –  | 4  | –  | 6  | –  | –  | –  | –  | 11          | 971.097                                  | 7,7 %                                    | 36                                       | 047    |
| 10. | 09       | Boris René      | Put Your Love on Me M/T: Boris René, Tobias Lundgren, Tim Larsson                                                          | Englisch   | –  | 1  | –  | –  | –  | –  | 1  | –  | 4  | –  | –  | 06          | 931.166                                  | 7,4 %                                    | 35                                       | 041    |
| 11. | 03       | David Lindgren  | We Are Your Tomorrow M/T: Anderz Wrethov, Sharon Vaughn, Gustav Efraimsson                                                 | Englisch   | –  | 4  | 1  | –  | –  | –  | 2  | –  | –  | –  | 4  | 11          | 739.125                                  | 5,9 %                                    | 28                                       | 039    |
| 12. | 012      | Samir & Viktor  | Bada nakna M/T: Fredrik Kempe, David Kreuger, Anderz Wrethov                                                               | Schwedisch | –  | –  | –  | –  | –  | –  | –  | –  | –  | –  | –  | 0           | 845.605                                  | 6,7 %                                    | 31                                       | 031    |
| Jury-Punktesprecher |          |                 | |            |    |    |    |    |    |    |    |    |    |    |    |             |                                          |                                          |                                          |        |
| - – Stephanie Werrett - – Olga Salamakha - – Dejan Kukrić - – Klitos Klitou - – Mart Normet - – Bruno Berberes - – Tali Eshkoli - – Nicola Caligiore - – Daniël Dekker - – Stig Karlsen - – Maja Keuc |          |                 | |            |    |    |    |    |    |    |    |    |    |    |    |             |                                          |                                          |                                          |        |

## Übertragung
Alle sechs Shows im Wettbewerb wurden live im Fernsehen auf SVT 1, SVT World und dem schwedischsprachigen Fernsehsender Finnlands Yle Fem als auch über die Streaming-Dienst SVT Play übertragen. Im Rundfunk wurden die Shows auf Sveriges Radio P4 mit Kommentar von Carolina Norén und Ronnie Ritterland übertragen. Die Finalsendung wurde außerdem auf SVT 24 mit Gebärdensprache und über die mobile Anwendung SVT 360 übertragen, die Benutzer erlaubte, das Finale in einem 360-Grad-Format aus der ersten Reihe der Friends Arena zu sehen. Eine Live-Ausstrahlung des Finales außerhalb Schwedens und Finnlands erfolgte auf dem norwegischen Fernsehsender NRK3 und dem isländischen Fernsehsender Ríkisútvarpið (RÚV).
| Sendung       | Sendedatum                  | Sender                                                                                  | Kandidaten |
| ------------- | --------------------------- | --------------------------------------------------------------------------------------- | ---------- |
| Deltävling 1  | 6. Februar 2016, 20:00 Uhr  | , (Kommentar: Carolina Norén & Ronnie Ritterland)                                       | 07         |
| Deltävling 2  | 13. Februar 2016, 20:00 Uhr | , (Kommentar: Carolina Norén & Ronnie Ritterland)                                       | 07         |
| Deltävling 3  | 20. Februar 2016, 20:00 Uhr | , (Kommentar: Carolina Norén & Ronnie Ritterland)                                       | 07         |
| Deltävling 4  | 27. Februar 2016, 20:00 Uhr | , (Kommentar: Carolina Norén & Ronnie Ritterland)                                       | 07         |
| Andra Chansen | 5. März 2016, 20:00 Uhr     | , (Kommentar: Carolina Norén & Ronnie Ritterland)                                       | 08         |
| Finalen       | 12. März 2016, 20:00 Uhr    | , SVT 24 (Gebärdensprache), SVT 360, , (Kommentar: Carolina Norén & Ronnie Ritterland), | 12         |